# Ана Комнин Дука
Ана Комнин Дука (умрла 4. јануара 1286), позната на француском као Агнес, била је кнегиња-супруга Кнежевине Ахаје 1258–1278 и намесница између 1259–1262, током заточеништва свог мужа, кнеза Вилијама II од Вилардуена, од стране византијског цар Михаила VIII Палеолога. Након смрти кнеза Вилијама II 1278. године, поново се удала за моћног барона Николу II од Светог Омера.

## Живот
Ана је била ћерка епирског владара деспота Михаила II Комнина Дуке (1230–1268) и његове жене свете деспине Теодоре Петралифене.

### Брак са кнезом Вилијамом II од Вилардуена
Године 1258. била је удата за кнеза од Ахаје, Вилијама II од Вилардуена, у Патрасу, док је њена сестра Хелена била удата за Манфреда Хоенштауфена, краља Сицилије. Ови бракови су били део мреже савеза усмерених против Никејског царства, чије је ширење угрозило како интересе епирског владара, који је полагао право на византијско царско наслеђе, тако и само постојање латинских држава Грчке. Дипломатски и војни маневри који су уследили довели су до коначног пораза епирско-латинског савеза у бици код Пелагоније 1259. године.
Кнез Вилијам II и већина његових барона су били заробљени у бици, и до њиховог повратка, Ана је управљала Ахајском кнежевином у име свог мужа, уз помоћ атинског војводе, Гajа I де ла Роша. Никејски цар, Михаило VIII Палеолог, понудио је да ослободи кнеза Вилијама II и његове племиће и обезбеди им удобне држаче, ако му предају Кнежевину; и док је кнез Вилијам II одбио ову понуду, након поновног освајања Константинопоља од стране цара Михаила VIII Палеолога, коначно је пристао да преда један број тврђава и положи заклетву на верност цару Михаилу VIII Палеологу у замену за његову слободу. Ово је потврдио такозвани „Сабор дама“ (пошто су већина мушких племића Ахеје били затвореници) у Никлију, којим је председавала кнегиња Ана. Почетком 1262. године, кнез Вилијам II Вилардуен је ослобођен, а утврђења Монемвасија и Мистра, као и област Мани, предати су Византинцима.

### Смрт кнеза Вилијама II и други брак
Кнегиња Ана је била Вилијамова трећа жена. Кнез Вилијам II је био без деце са своје прве две жене, али му је Ана родила две ћерке, Изабелу и Маргарету. Након смрти кнеза Вилијама II 1278. године, по уговору из Витерба, кнежевска титула је прешла на краља Сицилије, Карла I Анжујског. Кнегиња Ана је наследила патримонијални домен Вилардуена, баронија Каламата и тврђава Члемоутси, коју је добила у мираз од кнеза Вилијама II. Такође је постала старатељ своје најмлађе ћерке Маргарете, док је Изабела била удата за Карловог сина Филипа и отишла у Италију, где је остала и након што јој је муж умро 1277. године.
Године 1280. Ана се по други пут удала за богатог господара једне половине Тебе, барона Николу II од Светог Омера. Ово је забринуло краља Карла I, коме је било непријатно да види Хлемуци, најјачи замак у Ахаји, и Каламату, која је чинила неке од најплоднијих земаља Кнежевине, у рукама већ моћног вазала. Тако је, после преговора, 1282. године, баронеса Ана разменила своје поседе са земљама у другим местима у Месенији. Анин брак са бароном Николом II остао је без деце и умрла је 4. јануара 1286. године, сахрањена је поред свог првог мужа у цркви Светог Јакова у Андравиди.